# Таше, Этьен-Паскаль
Этьен-Паскаль Таше (5 сентября 1795, Сент-Томас, Монманьи, Квебек — 30 июля 1865, там же) — канадский политик. Является одним из отцов канадской конфедерации — принимал участие в Квебекской конференции.
С 1812 по 1841 года Таше занимался медициной, а затем начал активную политическую деятельность.

## Биография
Этьен-Паскаль Таше родился в семье Чарльза Таше и Женевьевы Мишо, он один из десяти детей. Семья Таше была одной из самых влиятельных и богатых в Новой Франции, однако потеряла всё во время семилетней войны и осады Квебека. Его дед, Жан Таше, был лавочником в Париже и переехал в Квебек в 1730 году, став одним из крупнейших бизнесменов и судовладельцев колонии.
В начале войны 1812 года Этьен-Паскаль бросил обучение в квебекской семинарии и записался добровольцем в 5 батальон милиции. Он принял участие в нескольких сражениях. Во время войны Таше начал изучать медицину. Своё образование он продолжил у квебекского доктора Пьера Фабре. Медицина в то время в Нижней Канаде регулировалась законодательством 1788 года и была очень не эффективной. Для завершения обучения Таше отправился в Филадельфию, после чего получил лицензию 18 марта 1819 года и открыл практику в своём приходе. Более 20 лет Таше занимался частной практикой в своём приходе и в соседних.
Таше был ярым националистом. Во время восстания Патриотов он стал лидером движения в регионе, хотя и не поддерживал его с оружием в руках. Таше организовал большое собрание в своём приходе 29 июня 1837 года, куда пригласил лидеров восстания: Луи-Жозефа Папино, Луи-Ипполита Лафонтена и других. В 1839 году власти региона получили приказ об обыска дома Таше и рекомендации задержать его по любой зацепке. Однако, во время обыска самого Таше не было дома, кроме того, в доме не нашли оружие.
В 1820 году Этьен-Паскаль Таше женился на Софи Буше, у них было 15 детей.

## Политическая карьера
Политическая карьера Таше началась в 1841 году, когда он стал членом первого парламента провинции Канада, которым оставался до 1846 года. В 1846 году Таше возглавил процесс реорганизации милиции Канады Востока. С 1848 по 1857 годы Таше неизменно оставался в правительстве Канады, занимая различные посты, включая комиссара по общественным работам. 27 января 1855 года он стал лидером региона и сформировал кабинет с Макнабом, а в мае 1856 года с Джоном Александером Макдональдом.
В 1864 году Таше снова вернулся в политику. попытавшись создать коалиционное правительство с Джоном Александером Макдональдом, которое продержалось один месяц. 22 июня 1864 года Таше удалось сформировать коалиционное правительство, которое стало инициатором переговоров по созданию конфедерации. Сам Таше принял участие в квебекской конференции, защищая её резолюции.